# Jock Campbell, Baron Campbell of Eskan
John „Jock“ Middleton Campbell, Baron Campbell of Eskan (* 8. August 1912; † 26. Dezember 1994 in Nettlebed, Oxfordshire) war ein britischer Unternehmer und Sozialreformer. Von 1952 bis 1967 war er Präsident des Unternehmens Booker Brothers, McConnell and Co (später Booker-McConnell) in Britisch-Guayana. 1957 wurde er zum Knight Bachelor geschlagen und 1966 zum Life Peer ernannt. Von 1950 bis 1985 war er Präsident der  Commonwealth Sugar Exporters Association, Aufsichtsratsvorsitzender der Zeitung New Statesman and Nation sowie erster Präsident der Milton Keynes Development Corporation.

## Familiärer Hintergrund
John Campbell senior, der Ur-Ur-Großvater von Jock Campbell, legte zum Ende des 18. Jahrhunderts den Grundstein für das Vermögen der Familie. Er war Reeder und Händler in Glasgow und verdiente sein Geld mit Sklavenhandel. Die Handelshäuser in Glasgow hatten langjährige Erfahrung in der „Belieferung“ nordamerikanischer Plantagen mit Sklaven und engagierten sich nun zunehmend im Handel mit den westindischen Inseln in der Karibik, wo sich die Zuckerindustrie im Aufschwung befand. In den 1780er Jahren waren Hering und grobes Leinen die wichtigsten britischen Importgüter in Richtung Karibik.
John Campbell senior und sein Unternehmen profitierten von diesem blühenden Handel. Beliefert wurden die Sklavenplantagen entlang der Küste von Guayana, die damals im Besitz von Niederländern waren. Zunehmend kaufte das Unternehmen auch selbst Plantagen in Essequibo (Kolonie) von Pflanzern auf, die sich finanziell ruiniert hatten. Jock Campbell gab später an, dass der Kauf dieser Plantagen durch Zwangsversteigerungen seine Ahnen Besitzer von Sklaven geworden seien. Er selbst verabscheute die Sklaverei, und tatsächlich waren diese Untaten seiner eigenen Familie für ihn der Ansporn zu seinen eigenen reformerischen Idealen. So sagte er am 5. Mai 1971 im House of Lords, „die Maximierung von Profit kann und sollte nicht der einzige Sinn und auch nicht der primäre Sinn von Geschäften sein“ und distanzierte sich ausdrücklich von dem Geschäftsgebaren seiner Vorfahren.
Im 20. Jahrhundert hatte sich das Unternehmen Curtis, Campbell and Co in der Pflanzeraristokratie von Britisch-Guayana etabliert; sie besaß die Ogle Plantataion in Demerara, Albion Estate an der Atlantikküste im Corentyne Distrikt sowie einen Hafen in Georgetown. Als Jock Campbells Großvater 1919 starb, hinterließ er eine Million Britische Pfund, sein Großvater William Middleton Campbell, der zudem von 1907 bis 1909 Präsident der Bank of England gewesen war, 1,5 Millionen Pfund, die alle vom Zuckeranbau von Guayana herrührten.
Jock Campbell selbst, der in einem Nachruf als lebenslustiger und origineller Mann beschrieben wird, war zweimal verheiratet; aus seiner ersten Ehe hatte er zwei Söhne und zwei Töchter.

## Kindheit und Jugend
Jock Campbell wurde 1912 „mit einem silbernen Löffel im Mund geboren“, wie er später selber sagte. Im Alter von drei Jahren wurde er zum Sitz der Familie seiner Mutter, die dem irischen Adel entstammte, zum Glenstal Castle in Irland, geschickt, um ihn vor den Bomben der deutschen Zeppeline in Sicherheit zu bringen. Nach dem Krieg kehrte er zurück in das elterliche Haus in Kent. In seiner Schulzeit erkrankte er an Kinderlähmung, überwand die Krankheit aber, indem er viel Sport trieb. Später besuchte er das Eton College und die Universität in Oxford.

## In Britisch-Guayana
1934 reiste Jock Campbell erstmals nach Britisch-Guayana, um die Besitzungen der Familie zu übernehmen. Anfangs arbeitete er im Hafen von Georgetown und bearbeitete die Beschwerden von Händlern, deren Waren beschädigt oder gestohlen worden waren. Nach einigen Monaten besichtigte er die Plantagen, die seiner Familie angehörten und war erschüttert von den Verhältnissen, unter denen die dortigen Arbeiter arbeiteten und lebten.
Eine Anekdote berichtet von seinen Erlebnissen dort. Während die Arbeiter in kleinen und schmutzigen Baracken lebten, waren die Maultiere in einem großen, sauberen Gebäude untergebracht. Als Jock Campbell nachfragte, warum das so sei, erhielt er vom Verwalter der Plantage die Antwort: „Mules cost money, sir!“ (dt.: „Maultiere kosten Geld, Sir!“)
Folge seiner Erlebnisse war, dass Jock Campbell, der Mitglied der Fabian Society war, in den kommenden Jahrzehnten erhebliche Energien in die Verbesserung der Bedingungen auf den Zuckerplantagen investierte. Zunächst drängte er seinen Vater und seinen Onkel, das Unternehmen Booker Brothers, McConnell and Co zu übernehmen, um nach der Übernahme 1934 dessen Präsident zu werden. Bookers war damals ein Staat im Staate, dem nahezu alle Zuckerplantagen in der Kolonie gehörten und der das gesamte dortige wirtschaftliche Leben dominierte, so dass sie “Booker’s Guiana” genannt wurde. Als neues Oberhaupt dieses Staates begann Jock Campbell nun, seine Reformen umzusetzen. Während des Krieges spielte er eine führende Rolle in der Ausarbeitung des Commonwealth Sugar Agreements, das unter anderem Qualitätsstandards setzte, die den Menschen in den zuckerproduzierenden Ländern bessere Lebensbedingungen ermöglichte, inklusive der 60.000 Angestellten von Bookers.
In Britisch-Guayana verwandelte Campbell die Zuckerindustrie in ein modernes Unternehmen um; bis in die höchsten Positionen hinein wurden einheimische Mitarbeiter eingestellt. Die Fabriken wurden modernisiert, und die Zuckerproduktion stieg von 170.000 auf 350.000 Tonnen. Der erste Container-Hafen der Karibik wurde gebaut, damit der Zucker nicht mehr wie bisher in Säcken verladen werden musste.
Die Löhne der Arbeiter wurden stark angehoben; die alten Wohngebäude wurden abgerissen und stattdessen 15.000 neue Häuser in 75 Siedlungen erbaut mit Straßen und Wasserversorgung. Ein medizinischer Service wurden die Belegschaft und ihre Familien wurde eingerichtet, so dass die Malaria erfolgreich bekämpft werden konnte. Die Siedlungen erhielten Gemeinschaftszentren, und Wohlfahrtseinrichtungen, Sport- und Büchereieinrichtungen wurden angeboten. Zudem wurden schulische und berufliche Ausbildung stark ausgebaut, so dass mit der Zeit nahezu die ganze Zuckerindustrie, die in kleine dezentrale Einheiten aufgeteilt worden war, von Guayanern betrieben wurde.
Widersacher von Jock Campbell in Britisch-Guayana war der sozialistische Politiker Cheddi Jagan. Jagan, Sohn indischer Immigranten und Plantagenarbeiter, war studierter Mediziner. Er gewann das Vertrauen der Zucker-Arbeiter und die ersten Wahlen und wurde 1953 Premierminister. Campbell bot Jagan die Zusammenarbeit an, doch dieser vertrat den Standpunkt, dass die Zuckerindustrie nach der Unabhängigkeit Guayanas von Großbritannien verstaatlichen werden solle. Großbritannien entsandte Truppen, weil man Jagan Verbindungen zur Sowjetunion anlastete, und nach 133 Tagen im Amt trat Jagan als Premierminister zurück.

## DerBooker Prize
In den 1960er Jahren verließ Jock Campbell Guayana. Bei einem Golfspiel kam er mit seinem Freund und Nachbarn Ian Fleming überein, dass Bookers für ihn die James-Bond-Bücher vermarkten solle, da zwar die Filme erfolgreich waren, die Bücher sich aber wenig gut verkauften. Die beiden vereinbarten auch, mit einem Teil des Gewinns aus dem Bücherverkauf einen Literatur-Preis zu initiieren. Seit 1969 wird jährlich der Booker Prize für den besten in Großbritannien publizierten Roman aus dem Commonwealth sowie Irland verliehen. Später erwarb Booker Rechte an den Werken weiterer bedeutender Autoren wie Agatha Christie, Dennis Wheatley, Georgette Heyer, Robert Bolt und Harold Pinter.

## Schriften
- Jock Campbell et al.: Britain, the EEC and the Third World. Praeger Publishers, 1972.